# Sukkel voor de liefde
Sukkel voor de liefde is een single van The Opposites in samenwerking met Mr. Probz.

## Tracklist
| Soort geluidsdrager | Uitgebracht | Tracks                | Duur |
| ------------------- | ----------- | --------------------- | ---- |
| Download            | 29-03-2013  | Sukkel voor de liefde | 3:27 |

## Hitnoteringen
| Hitlijst            | Datum van binnenkomst | Hoogste positie | Aantal weken | Laatste notering |
| ------------------- | --------------------- | --------------- | ------------ | ---------------- |
| Single Top 100      | 06-04-2013            | 10              | 21           | 31-08-2013       |
| Nederlandse Top 40  | 13-04-2013            | 11              | 10           | 15-06-2013       |
| Vlaamse Ultratop 50 | 18-05-2013            | 43              | 3            | 01-06-2013       |

### Nederlandse Top 40
| Hitnotering: 13-04-2013 t/m 15-06-2013 | Hitnotering: 13-04-2013 t/m 15-06-2013 | Hitnotering: 13-04-2013 t/m 15-06-2013 | Hitnotering: 13-04-2013 t/m 15-06-2013 | Hitnotering: 13-04-2013 t/m 15-06-2013 | Hitnotering: 13-04-2013 t/m 15-06-2013 | Hitnotering: 13-04-2013 t/m 15-06-2013 | Hitnotering: 13-04-2013 t/m 15-06-2013 | Hitnotering: 13-04-2013 t/m 15-06-2013 | Hitnotering: 13-04-2013 t/m 15-06-2013 | Hitnotering: 13-04-2013 t/m 15-06-2013 | Hitnotering: 13-04-2013 t/m 15-06-2013 |
| Week:                                  | 1                                      | 2                                      | 3                                      | 4                                      | 5                                      | 6                                      | 7                                      | 8                                      | 9                                      | 10                                     |                                        |
| -------------------------------------- | -------------------------------------- | -------------------------------------- | -------------------------------------- | -------------------------------------- | -------------------------------------- | -------------------------------------- | -------------------------------------- | -------------------------------------- | -------------------------------------- | -------------------------------------- | -------------------------------------- |
| Positie:                               | 16                                     | 11                                     | 13                                     | 16                                     | 18                                     | 17                                     | 18                                     | 22                                     | 30                                     | 40                                     | uit                                    |

### NederlandseSingle Top 100
| Hitnotering: 06-04-2013 t/m | Hitnotering: 06-04-2013 t/m | Hitnotering: 06-04-2013 t/m | Hitnotering: 06-04-2013 t/m | Hitnotering: 06-04-2013 t/m | Hitnotering: 06-04-2013 t/m | Hitnotering: 06-04-2013 t/m | Hitnotering: 06-04-2013 t/m | Hitnotering: 06-04-2013 t/m | Hitnotering: 06-04-2013 t/m | Hitnotering: 06-04-2013 t/m | Hitnotering: 06-04-2013 t/m | Hitnotering: 06-04-2013 t/m | Hitnotering: 06-04-2013 t/m | Hitnotering: 06-04-2013 t/m | Hitnotering: 06-04-2013 t/m | Hitnotering: 06-04-2013 t/m | Hitnotering: 06-04-2013 t/m | Hitnotering: 06-04-2013 t/m | Hitnotering: 06-04-2013 t/m | Hitnotering: 06-04-2013 t/m |
| Week:                       | 1                           | 2                           | 3                           | 4                           | 5                           | 6                           | 7                           | 8                           | 9                           | 10                          | 11                          | 12                          | 13                          | 14                          | 15                          | 16                          | 17                          | 18                          | 19                          | 20                          |
| --------------------------- | --------------------------- | --------------------------- | --------------------------- | --------------------------- | --------------------------- | --------------------------- | --------------------------- | --------------------------- | --------------------------- | --------------------------- | --------------------------- | --------------------------- | --------------------------- | --------------------------- | --------------------------- | --------------------------- | --------------------------- | --------------------------- | --------------------------- | --------------------------- |
| Positie:                    | 10                          | 15                          | 16                          | 21                          | 22                          | 18                          | 17                          | 28                          | 42                          | 51                          | 49                          | 44                          | 40                          | 55                          | 62                          | 76                          | 79                          | 90                          |                             |                             |